# Gérard Mottet
 (août 2021).
Gérard Mottet est un penseur, chercheur en éducation, essayiste et poète, né en 1944 à Marseille.

## Biographie
Issu de parents modestes qui se séparent puis divorcent, alors qu’il n’a pas 7 ans, il est placé en pensionnat et bénéficie de bourses d’études.
Ses études secondaires se déroulent à partir de 1954 au lycée Saint-Charles à Marseille, puis au lycée Mignet à Aix-en-Provence, enfin à partir de la classe de 3e jusqu’au baccalauréat au lycée Périer à Marseille. Reçu premier en classe de philosophie, il est présenté au Concours général. Il entre en 1962 en hypokhâgne au lycée Louis-le-Grand à Paris. Il est reçu l’année suivante au concours des IPES en philosophie.
En Sorbonne, parallèlement au cursus de philosophie, qu’il accomplit jusqu’à l’agrégation, obtenue en 1970, il poursuit des études approfondies en psychologie, sociologie, logique et histoire des sciences. Il y suit notamment en philosophie les enseignements de Vladimir Jankélévitch, Ferdinand Alquié, Paul Ricœur, Georges Canguilhem, René Poirier, Jacques Derrida, Catherine Backès, Gilbert Simondon. En 1966, Yvon Belaval dirige son mémoire de diplôme d’études supérieures, consacré à Henri Bergson. En psychologie et sociologie, il suit entre autres les cours de Pierre Gréco, Pierre Oléron, Daniel Lagache, Paul Fraisse, Raymond Aron. Après l’agrégation, il s’intègre aux séminaires de recherche conduits à l’INETOP par Maurice Reuchlin, consacrés à la psychologie différentielle, ce qui lui permet, entre autres, d’approfondir à partir de l’épistémologie génétique de Jean Piaget la question du rôle du langage dans le développement cognitif.
D’octobre 1967 à mai 1968, il est professeur stagiaire en remplacement annuel de Maurice Clavel au lycée Buffon à Paris. L’année suivante, dans le même lycée, il accomplit son stage en CPR dans la classe de Michel Deguy, avec qui il a l’occasion de s’entretenir de poésie. En 1969, admis au CAPES et admissible à l’agrégation, il est nommé directeurs d’études à l’École normale de Châlons-sur-Marne, puis en 1971, professeur agrégé à l’École normale d’Auteuil à Paris.
Jusqu’à sa retraite en 2004, il consacre toute sa carrière professionnelle à la formation des enseignants, intervenant tour à tour dans différentes institutions : sur le terrain des Écoles normales, au CNDP, au Ministère de l’Éducation, à l’INRP, enfin au niveau des IUFM. Ses principales actions de recherche et d’innovation s’organisent autour du rôle des images dans le développement des apprentissages, tant au niveau des enseignants en formation qu’au niveau des élèves de l’école élémentaire.
De 1975 à 1985, il assure la direction du "Comité de coordination des Écoles normales" (créé par arrêté ministériel du 27 mars 1973) puis du réseau “Média-Formation”. S’appuyant sur de nombreuses équipes de formateurs, il y développe de nouvelles approches de la vidéo-formation, au travers des “laboratoires d’essais pédagogiques”. Il en retrace en détail le parcours, qui se prolongera jusqu’en 1995, dans son ouvrage La vidéo-formation, paru en 1998 chez l’Harmattan. À travers le motif de base “essai / analyse / reprise”, se trouvent introduits dans la formation pratique des enseignants trois principes essentiels, celui de “micro-situation”, celui de “réflexivité” et celui de “variation expérimentale”. Une autre innovation importante est également développée durant cette période : les “Classes Média-langages”, par lesquelles il s’agit de former les enseignants à concevoir et mettre en œuvre des situations d’éducation aux différents langages à base d’écrits, d’images et de sons. Enfin, dans le cadre du réseau Média-formation se développent des échanges continus entre formateurs de toutes disciplines, aussi bien par le biais de ressources vidéo partageables que de nombreux séminaires (plus de 150 sont organisés tant sur le plan régional que national durant cette période) auxquels participent d’éminents spécialistes des sciences de l’éducation.
De 1988 à 1998, Gérard Mottet, dans le cadre de l’INRP, dirige des équipes de recherche sur le thème “Des images pour apprendre les sciences” touchant à toutes les disciplines scientifiques enseignées à l’école élémentaire. De ce programme de recherche sortiront trois ouvrages, toujours disponibles à l’ENS de Lyon, ainsi que la coordination d’un numéro de la revue Aster : “Images et activités scientifiques”. Dans ces ouvrages, l’auteur aborde la question des images du point de vue des activités auxquelles elles peuvent donner lieu de la part des élèves ; il forge, à ce sujet, la notion de “situation-image” et définit 21 situations à supports imagés, se répartissant selon trois registres : Lire – Modifier – Produire. Par ailleurs, sur le plan épistémologique, il met en parallèle la progression des apprentissages scientifiques et le développement des sciences selon trois étapes essentielles qu’il dénomme “Figurer / Schématiser / Modéliser”. En d’autres termes, plutôt que d’en rester à l’opposition piagétienne du figuratif et de l’opératif, il tente de mettre en évidence l’opérativité des images, dès lors qu’elles sont articulées à des activités orientées vers un but.
C’est en relisant plus tard Bachelard que l’auteur éprouve le désir de reprendre l’écriture poétique, qu’il avait pratiquée avec passion, durant ses années de lycée et d’études universitaires. Il envoie des poèmes à différentes revues et propose un bref manuscrit qui paraît chez Encres Vives en mars 2016 sous le titre Petite suite pour ombre et lumière. Cette première publication, offrant un aperçu des recueils à venir, sera vite épuisée puis rééditée. Au cours de l’année suivante, il propose trois ouvrages beaucoup plus étoffés, reprenant en partie quelques-uns de ses poèmes de jeunesse ; le premier, Murmures de l’absence, est accueilli par les Éditions Tensing et sera couronné par le prix Marie Noël, le second, Empreintes & résonances, recevra le prix Florilège de Y. et S. Blanchard (“Les Poètes de l’Amitié”). Quant au troisième, Par les chemins de vie, paru la même année, il inaugure une série de cinq nouveaux recueils qui paraîtront aux Éditions Unicité, dont deux seront accompagnés, l’un de peintures abstraites (Ô combien cela te ressemble), l’autre de photographies (Ce bleu désir d’immensité). Hors de tout hermétisme, comme de toute effusion personnelle, ces recueils, au travers d’une forme de lyrisme existentiel explorant l’énigme de la condition humaine, tentent de concilier poésie chantante et poésie pensante.
En clôture des Concerts de l’Un et du Multiple, ouvrage édité en 2018, l’auteur s’attache à mettre en évidence quelques tendances caractéristiques de la poésie (“Paradoxes de la poésie”). Il est invité en avril 2018, dans le cadre du “Mercredi du poète”, à présenter ses recueils et son approche de la poésie. En décembre 2018, une page de la revue en ligne “Possibles”, no 39, lui est consacrée.
À partir de juin 2020, il dirige l'association éditrice de la revue Poésie/Première (https://www.poesiepremiere.fr/), pour laquelle il écrit de nombreux articles relatifs à la poésie.
Gérard Mottet est membre de la Société des Gens de Lettres.

## Publications

### Éducation

#### Ouvrages
- Série « Des images pour apprendre les sciences », INRP, 1993-1998  Trois volumes publiés (disponibles à l’ENS de Lyon) :    - De la vulgarisation aux activités scientifiques, 1996, 246p. - Volcans et tremblements de terre, 1995, 248p. - Images et construction de l’espace, 1997, 264p.
- Images et activités scientifiques, Aster, no 22, coordination, INRP, 1996, 240p.
- La vidéo-formation, autres regards, autres pratiques, (Préface de Gilles Ferry, postface de Ruth Kohn), L’Harmattan, 1997, 398p.

#### Publications d'articles en revue
- Les rapports du langage et du développement cognitif dans l’œuvre de J. Piaget [“Bulletin de Psychologie”, 320, XXIX, 1-3, 1975-76]
- Panorama de l’utilisation des circuits fermés de télévision dans les Écoles normales [“Média”[13] N°75/76, p. 5-8, Ofrateme, décembre 1975 ]
- Autoscopie, micro-enseignement et formation des maîtres [“Média”  N°75/76, p. 17-26, Ofrateme, 1975]
- Modes de formation [“Formation des maîtres”, No 5, Tome 1, p. 55-59, C.N.D.P./C.C.E.N., septembre 1978][14]
- Apprendre à vivre l’audio-visuel [“L’Éducation”, No 350-351, Avril 1978]
- Autoscopie du C.C.E.N., ou un certain regard sur la formation (en collaboration) [“Les Sciences de l’Éducation”[15], No 2-3, p .95-101, 1980]
- Éléments pour une typologie des pratiques de micro-enseignement. [“Laboratoires d’essais pédagogiques”, dossier de présentation Média-Formation/Direction des Écoles, p. 53-63, mars 1983][16]
- L’audiovisuel dans la formation des instituteurs, février 1980 [Note de synthèse, Direction des Écoles]
- La technologie éducative. Pour une optique recentrée [“Revue française de pédagogie” No 63, p. 7-12, avril-juin 1983]
- Les technologies nouvelles dans l’enseignement. Résistances et déformations [Communication au Colloque des Professeurs de Philosophie des Écoles normales, CIEP Sèvres, mai 1984]
- Les Médias à l’école., Éditorial et coordination du dossier [JDI No 7, Nathan, Mars 1985][17]
- Les Techniques nouvelles à l’école. Éléments pour une formation professionnelle des instituteurs [Communication à l’Inspection Générale de la Formation des Maîtres, janvier 1986 ; "Former des Maîtres", Bulletin du SNPEN, N°215, avril 1987]
- L’évaluation. Pour une lecture récursive [“Communautés Educatives”, Bulletin de l’A.N.C.E. No 57-58, p. 83-117, 1986][18]
- Les Laboratoires d’essais pédagogiques. Une hypothèse de formation, juin 1986 [texte intégral paru dans “Communautés Éducatives”, Bulletin de l’A.N.C.E. No 57-58, p.139-168, novembre 1986. Importants extraits parus dans “Les Sciences de l’Education”, No 4-5, Analyse des pratiques et formation des enseignants, p. 33-64, 1988]
- Du micro-enseignement aux laboratoires d’essais pédagogiques [Actes du Colloque de l’AIPELF, Caen, juillet 1987, "Recherches scientifiques et formation des enseignants et des formateurs", p. 791-802, 1989][19]
- Des images pour apprendre les sciences, octobre 1992 [“Ressources 95”, No 3, p. 71-89, CDDP Val d’Oise, 1993]
- Images et démarches scientifiques, une orientation de recherche, octobre 1992 [Actes des XVe, Journées internationales de Chamonix, p. 151-162, 1993][20]
- Des images pour apprendre les sciences. Approche de la diversité des rôles de l’image dans la construction des connaissances et des démarches scientifiques, novembre 1992 [Actes du Colloque "Audiovisuel et formation des enseignants", p. 117-146, INRP, 1994][21]
- Les ateliers de formation professionnelle : une proposition pour les IUFM [“Recherche et formation”, No 11, p. 93-106, INRP, 1992][22]
- Autour des mots : théorie et pratique [“Recherche et formation”, No 11, p. 139-153, INRP, 1992][23]
- Des images pour apprendre les sciences. Images et activités à l’école [“Confluences”, No 5, p. 5-11, Revue de l’IUFM de Lyon, décembre 1995]
- Du voir au faire : le trajet de la vidéo-formation [“Recherche et formation”, No 23, p. 29-54, INRP, 1996][24]
- Trois articles. a) L’intérêt des images pour apprendre les sciences ; b) Images et sciences à l’école. Quelles recherches ? Pour quelles pratiques ; c) Une typologie des situations-images. Bref aperçu [“Télescope”, N° Hors-série, “Objectif science : images et sciences à l’école primaire”, CNDP, mars 1997][25]
- Les Travaux d’élèves, supports de formation des enseignants [Rapport de recherche, IUFM Versailles, accompagné de 100 vidéogrammes, avril 2004]

#### Poésie
- Petite suite pour ombre et lumière, Encres Vives, mars 2016, 16p. (2e édition, janvier 2018)[26]
- Murmures de l’absence (Préface de Michel Passelergue), Éditions Tensing, avril 2017, 108p. (Prix Marie Noël 2018)[27]  (2e édition, L’Harmattan, 2018)
- Empreintes & résonances (Postface de Michel Cosem), Les Presses Littéraires, septembre 2017, 56p. (Prix Y & S. Blanchard, 2017)[28]
- Par les chemins de vie (Préface de Guy Allix)[29], Éditions Unicité, octobre 2017, 114p[30].
- Dans l’ombre des étoiles, Encres Vives, avril 2018, 16p.
- Concerts de l’Un et du Multiple (Préface de Martine Morillon-Carreau)[31], Éditions Unicité, septembre 2018, 144p[32].
- Ô combien cela te ressemble[33], Éditions Unicité, janvier 2019, 106p. (avec des tableaux de Chantal Lacaille)
- Dans les plis du silence, Éditions Unicité, mai 2019, 132p[34].
- À quoi rêvent les arbres, Encres Vives, octobre 2019, 16p.
- Ce bleu désir d’immensité, Éditions Unicité, mars 2020, 178p. (avec des photographies de Yannik Snoeckx)
- Si seulement l'envol (avec Jacqueline Persini), Éditions Unicité, mars 2021, 116p. (Encres de Marc Bergère)

#### Publications de poèmes en revues et anthologies
- 7 à dire, Cahiers de la rue Ventura, Comme en Poésie, Décharge, Diérèse, Encres Vives, Florilège, Friches, Poésie/Première, Poésie-sur-Seine, Traversées, Cahiers du Sens, Concerto pour marées et silence, Écrit(s) du Nord, Flammes Vives, L’Actualité Verlaine, Anthologie "Dehors", Anthologie du Rêve, Anthologie de l’Intime, Anthologie de l'Eternité, Voix, Francopolis, Le Capital des Mots, Possibles, Recours au Poème …etc.